# Сірано де Бержерак (фільм, 1989)
«Сірано де Бержерак» (рос. «Сирано де Бержерак») — радянський художній фільм, поставлений на Кіностудії «Ленфільм» у 1989 році режисером Наумом Бірманом. Екранізація однойменної п'єси Едмона Ростана. Прем'єра фільму в СРСР відбулася в жовтні 1989 року.

## Сюжет
Талановитий поет Сірано де Бержерак вважає, що його неприваблива зовнішність не дає йому право відкрити свою любов прекрасної Роксани, яку він давно віддано любить. Як благородна і самовіддана людина, він допомагає своєму молодому другу завоювати серце дівчини, сподіваючись, що це принесе щастя Роксані.

## У головних ролях
- Григорій Гладій — Сірано де Бержерак
- Ольга Кабо —  Роксана
- Андрій Подош'ян —  Крістіан де Невільєт, гвардієць
- Валерій Івченко —  Граф де Гиш, полковник гвардійців  (роль озвучив  — Інокентій Смоктуновський)
- Віктор Степанов —  Карбон, капітан гвардійців
- Сергій Мигицко —  Вальвер, вельможа
- Михайло Свєтін —  Рагно, друг Сірано
- Ірина Губанова —  Дуенья Роксани
- Сергій Бехтерєв —  Линьєр
- Галі Абайдулов —  директор театру
- Ігор Дмитрієв —  Монфлері, артист театру «Бургундський готель»
- Георгій Мартіросян —  переможний гвардієць  (роль озвучив  — Ігор Єфімов)
- Анатолій Шведерський —  роззолочений маркіз
- Андрій Смирнов

## Знімальна група
- Автор сценарію — Олександр Володін
- Режисер-постановник — Наум Бірман
- Оператор-постановник — Генріх Маранджян
- Художники-постановники — Станіслав Романовський, Єлизавета Урліна
- Композитор — Ісаак Шварц